# Nobele wilden
Nobele wilden is een boek van Frank Martinus Arion. Hij heeft het boek geschreven in 1979. Het is zijn tweede boek na zijn debuut Dubbelspel.

## Inhoud
Julien Bizet Constant is een vrijheidsstrijder van Martinique die in dit boek van Arion tegen een groot aantal tegenstellingen aanloopt. De tegenstelling van rijk & arm, gelovigen & atheïsten, blanken & zwarten enz. Julien was voor het bloedige optreden van de Fransen in 1967 op Guadeloupe priesterstudent, maar is daar mee gestopt om deel te nemen aan de mei-revolte in Parijs. Daar ontmoet hij onder andere Ursula, een Zwitserse van een rijke kapitalistische familie, en Mabille, een Hindoestaanse van Martinique die door Julien een 180 graden draai heeft gemaakt door bij de beweging te gaan.
Deel I: “verbeelding aan de macht” bestaat helemaal uit brieven die de drie “(ex-)parijs-’68ers” aan elkaar schrijven. Hierin wijden ze uit over hoe het met hen is gegaan en hoe ze denken dat het verder moet. Ursula heeft na de mei-revolte geprobeerd echt afstand te doen van haar kapitalistische ouders, maar dit wil niet erg lukken. Ze touwt een licht-kapitalistische man en erft een bananenplantage op Martinique waardoor ze weer helemaal het “kapitalistische hol” in wordt getrokken. Mabille is teruggegaan naar Martinique en is daar een politieke partij aan het oprichten. Ze voelt zich verraden door Julien die ondertussen Bisschop is in Lourdes. Niet omdat hij zich daarmee helemaal heeft teruggetrokken uit de beweging, maar omdat hij, zonder dat te weten, haar met een kind achter heeft gelaten.
Deel II: “Bananen huilen niet” speelt zich af in Lourdes in de periode tussen de mei-revolte en de briefconversaties. Julien meld zich daar aan voor de baan van tolk in een jeugdopvang. Hier ontmoet hij Père Maure, een priester die ook in de jeugdopvang woont en werkt. Hij is bezig met een boek over de verschijning van de Heilige Maagd Maria, de keelkanker waar hij aan leidt voert de tijdsdruk echter steeds op. Ook ontmoet hij Varin, een cafébaas die elders ook een winkel heeft en communist is, eens in de zoveel tijd ontsnapt hij dan naar de schoonheid en saamhorigheid van Lourdes. Hij heeft een driehoeksredenatie die stelt dat iedereen een combinatie is van tegenstellingen, zoals idealisme en materialisme. Een dag later ontmoet hij ook Cardenal II, vroeger maakte hij Mariabeeldjes. Hij is zijn geloof in Maria echter verloren toen zij hem nadat hij in een woedeaanval zijn vrouw gewurgd had en uren met het lichaam voor het beeld van Maria in de grot had zitten bidden geen wonder gaf. Sindsdien was hij niet meer de oude en verkoopt hij zelfgeschreven gedichtjes. Men ziet hem voornamelijk als een gek en slaapt in de jeugdopvang als er een plaatsje vrij is. Voor zijn baan als tolk ziet hij heel Lourdes en zijn mensen, hij ziet de solidariteit en de nabuurschap die het geloof teweegbrengt, maar ook komt hij tot de conclusie dat gelovigen eigenlijk heel hypocriet zijn. Ze moeten zichzelf, volgens het geloof, op aarde bewijzen voor het eeuwige leven in de hemel. Toch komen ze naar Lourdes om te genezen, om ervoor te zorgen nog niet dood te gaan. Met Varin spreekt Julien vooral over de stommiteiten van het communisme en van het geloof, en dat het via de driehoeksredenatie veel beter kan. Met Père Maure spreekt Julien vooral over de verschijning, als die er ooit echt geweest is, van de Heilige Maagd Maria. Tegen het eind van deel twee besluit Père om voor hij sterft nog een reis te ondernemen om meer te weten te komen over de verschijning. Naast dat Julien veel met Père spreekt heeft hij ook veel bewondering voor hem en voor zijn Kathaarse manier van sterven. Hij lijkt helemaal niet te zitten met het feit dat zijn wereldse einde nabij is. Met Cardenal II spreekt Julien veelal over de katharen, die heel consequent waren in hun geloof. De katharen waren, volgens Julien en Cardenal II, de grondleggers van het echte geloof. 
Ondertussen leert Julien een non kennen, Carmelita. Ze is, net als iedereen, ontzettend onder de indruk van Julien zijn ideeën en opvattingen. Ze is het met Julien eens dat het hebben van onbevangen seks geen zonde is en wil heel graag met Julien naar bed, mede omdat ze denkt haar leerlingen dan beter te kunnen helpen met hun problemen. Na het vertrek van de bedevaart waar Carmelita deel aan nam kwam Julien Ursula weer tegen, ze wacht hier tot haar Parijs’68-vriend vrijkomt uit de gevangenis in Spanje. Ursula en Julien hebben beide wel iemand nodig. Ursula is al alleen sinds haar komst in Lourdes en Julien voelt zich ook eenzaam sinds Père en Varin beide op hun eigen onderzoek uit zijn. Ook willen ze niet geheel van elkaar afhankelijk worden, dit wil niet echt lukken want na ongeveer een week beginnen ze dagelijks het bed met elkaar te delen. Na een aantal weken komt de Parijs’68-vriend van Ursula vrij, maar zij stuurt hem een brief waarin ze zegt dat ze bij Julien blijft. Julien wil dit helemaal niet en stuurt haar weg.
Deel III: ”de macht der verbeelding” begint met een brief van père aan Julien waarin precies staat hoe de verschijning volgens hem is gelopen. Hij heeft echter nog lang niet genoeg om een hard punt te maken tegen de kerk. Wanneer Père weer terug is gaat hij samen met Julien een berg naast Lourdes beklimmen. Daar overtuigd Julien hem met zijn verhaal over leven en dood van het feit dat hij zijn sterven moet accepteren. Père wordt een gelovige van Julien. Julien moet wel beloven het levenswerk van Père te voltooien. Wanneer Julien dan naar de grot gaat, ziet hij daar een verschijning van Maria. Hij wordt nu Bernadette, die de verschijning zag en met wie hij zich sinds zijn komst in Lourdes altijd al identificeerde. Père sterft in vrede. Cardenal II hangt zichzelf op aan het Mariabeeld in de grot, wat hij toch altijd al zo lelijk had gevonden. Julien gaat weer in het klooster om zijn verbeelding aan de macht te brengen en om gemakkelijker bij de documenten van de kerk te komen om père zijn onderzoek af te ronden.